# Юпенга
Юпенга, Юпенгиярви — озеро на территории Костомукшского городского округа Республики Карелии.

## Общие сведения
Площадь озера — 2,2 км², площадь водосборного бассейна — 676 км². Располагается на высоте 104,5 метров над уровнем моря.
Форма озера лопастная, продолговатая: оно вытянуто с северо-востока на юго-запад. Берега каменисто-песчаные, местами заболоченные.
Через озеро протекает река Толлойоки, впадающая в озеро Верхнее Куйто.
По центру озера расположен один относительно крупный (по масштабам водоёма) остров Шуришари.
Код объекта в государственном водном реестре — 02020000811102000004067.